# Saint-Quentin
Saint-Quentin je francouzské město v departementu Aisne v regionu Hauts-de-France. V roce 2011 zde žilo 56 278 obyvatel. Je centrem arrondissementu Saint-Quentin.

## Sousední obce
Dallon, Fayet, Francilly-Selency, Gauchy, Grugies, Harly, Morcourt, Neuville-Saint-Amand, Omissy, Rouvroy

## Vývoj počtu obyvatel
Počet obyvatel 